# 唐·芬利
唐·芬利（英語：Don Finlay，1909年5月27日—1970年4月18日），英国男子田径运动员。他曾代表英国参加1932年、1936年和1948年夏季奥林匹克运动会田径比赛，获得一枚银牌和一枚铜牌，均来自男子110米栏项目。